# Didymella clematidis
Didymella clematidis är en svampart som beskrevs av Woudenberg, Spiers & Gruyter 2009. Didymella clematidis ingår i släktet Didymella, ordningen Pleosporales, klassen Dothideomycetes, divisionen sporsäcksvampar och riket svampar.   Inga underarter finns listade i Catalogue of Life.